# جزر أوبي
جزر أوبي (أو جزر أومبيرا) هي مجموعة من الجزر الواقعة في مقاطعة مالوكو الشمالية في إندونيسيا. وتقع شمال جزيرتي بورو وسيرام.
جزيرة أوبي هي أكبر جزر المجموعة. ومن الجزر القريبة الأخرى:
- بيزا
- غومومو
- أوبيلاتو
- تابات
- توبالاي